# José Joaquín Esquivel
José Joaquín Esquivel Martínez (Zacatecas, Zacatecas, México; 7 de enero de 1998) es un futbolista mexicano, juega como Mediocampista y su actual equipo es Mazatlán FC de la Liga MX. Es también jugador internacional habitual con México.

## Trayectoria

### Inicio
Inicio en fuerzas básicas del Pachuca, desde 2011, originario de Zacatecas, José Esquivel jugó con el Club de Fútbol Pachuca en sus inicios, participando en dos ediciones del Torneo de Fuerzas Básicas Sub-17 y Sub-20 de la Liga MX como jugador del equipo hidalguense.

### Liga MX
El 24 de septiembre del 2016 debutó en Primera División, usando el número 3, jugando 2' minutos y entrando de cambio por Hirving Lozano en la victoria 2-0 ante Querétaro F.C.

### Copa MX
El 1 de agosto del 2017 Esquivel debutó en la Copa MX 2017 con el C.F. Pachuca jugando 81' minutos y saliendo de cambio por Alexis Peña en la victoria 1-0 ante Cimarrones.

### Liga de Campeones de la CONCACAF
El 3 de agosto de 2016, José Joaquín Esquivel debutó en la Liga de Campeones de la Concacaf jugando los 90' minutos en la victoria 1-0 ante el C.D. Olimpia de Honduras.
El 13 de septiembre de 2016, José Joaquín Esquivel marcó su primer doblete en la Liga de Campeones de la Concacaf a los minutos 72 y 85 jugando los 90' minutos en la victoria 11-0 ante el Police United de Belice.

## Selección nacional

### Sub-17

#### Copa Chivas Internacional
El 30 de enero de 2015 debutó en la Copa Chivas Internacional 2015, usando el número 3, jugando los 90' minutos en la derrota 4-3 ante C.F. Monterrey.
El 2 de febrero de 2015, José Joaquín Esquivel anotó su primer gol en la Copa Chivas Internacional 2015 al minutos 32 jugando los 90' minutos en la victoria 2-1 ante el Tigres UANL.
Esquivel jugó 6 partidos, anotó un gol y fue el capitán del torneo. México resultó cuarto lugar al ser vencido 5-3 por Boca Juniors.

#### Campeonato Sub-17
El 24 de febrero del 2015; Esquivel fue incluido en la lista definitiva de los 20 jugadores qué jugaron el Campeonato Sub-17 2015, con sede en Honduras.
Debutó el 28 de febrero del 2015 en el Campeonato sub-17 2015, jugando los 90' en la victoria 3-1 ante Panamá.
Esquivel jugó todos los partidos pero no logró anotar gol. México resultó campeón al vencer en la final al anfitrión Honduras.

#### Copa Mundial Sub-17
Esquivel fue incluido en la lista definitiva de los 21 jugadores qué jugaron el Mundial Sub-17 2015, con sede en Chile.
Debutó el 18 de octubre del 2015 en el Mundial sub-17 2015, jugando los 90' minutos en la victoria 2-0 ante Argentina.
Esquivel jugó todos los partidos pero tampoco logró anotar gol y fue el capitán del torneo. México resultó 4 lugar al ser vencido 3-2 por Bélgica.
| Selección | País   | PJ | G | Año         |
| --------- | ------ | -- | - | ----------- |
| Sub-17    | México | 19 | 1 | 2015 - 2016 |

#### Partidos internacionalesSub-17
| #   | Fecha                    | Estadio                                          | Selección | Rtdo.             | Oponente            | Goles | Competición                    | Sust. |
| --- | ------------------------ | ------------------------------------------------ | --------- | ----------------- | ------------------- | ----- | ------------------------------ | ----- |
| 1.  | 30 de enero del 2015     | Chivas Verde Valle, Zapopan, México              | México    | 3-4               | C.F. Monterrey      |       | Copa Chivas Internacional 2015 | 90'   |
| 2.  | 31 de enero del 2015     | Chivas Verde Valle, Zapopan, México              | México    | 4-1               | Boca Juniors        |       | Copa Chivas Internacional 2015 | 90'   |
| 3.  | 2 de febrero del 2015    | ITESO, Tlaquepaque, México                       | México    | 2-1               | Tigres UANL         | 32'   | Copa Chivas Internacional 2015 | 90'   |
| 4.  | 3 de febrero del 2015    | Chivas Verde Valle, Zapopan, México              | México    | 2-0               | River Plate         |       | Copa Chivas Internacional 2015 | 90'   |
| 5.  | 5 de febrero del 2015    | Chivas Verde Valle, Zapopan, México              | México    | 2-0               | Atlético Paranaense |       | Copa Chivas Internacional 2015 | 90'   |
| 6.  | 6 de febrero del 2015    | Chivas Verde Valle, Zapopan, México              | México    | 1 - 1 2-4 Penales | C.D. Guadalajara    |       | Copa Chivas Internacional 2015 | 90'   |
| 7.  | 28 de febrero del 2015   | Olímpico Metropolitano, San Pedro Sula, Honduras | México    | 3-1               | Panamá              |       | Campeonato Sub-17 2015         | 90'   |
| 8.  | 3 de marzo del 2015      | Olímpico Metropolitano, San Pedro Sula, Honduras | México    | 6-0               | Santa Lucía         |       | Campeonato Sub-17 2015         | 90'   |
| 9.  | 6 de marzo del 2015      | Olímpico Metropolitano, San Pedro Sula, Honduras | México    | 1-1               | Canadá              |       | Campeonato Sub-17 2015         | 90'   |
| 10. | 9 de marzo del 2015      | Olímpico Metropolitano, San Pedro Sula, Honduras | México    | 2-0               | Haití               |       | Campeonato Sub-17 2015         | 90'   |
| 11. | 12 de marzo del 2015     | Olímpico Metropolitano, San Pedro Sula, Honduras | México    | 1-1               | Costa Rica          |       | Campeonato Sub-17 2015         | 90'   |
| 12. | 15 de marzo del 2015     | Olímpico Metropolitano, San Pedro Sula, Honduras | México    | 3-0               | Honduras            |       | Campeonato Sub-17 2015         | 90'   |
| 13. | 18 de octubre del 2015   | Estadio Nelson Oyarzún, Chillán, Chile           | México    | 2-0               | Argentina           |       | Mundial Sub-17 2015            | 90'   |
| 14. | 21 de octubre del 2015   | Estadio Nelson Oyarzún, Chillán, Chile           | México    | 0-0               | Australia           |       | Mundial Sub-17 2015            | 90'   |
| 15. | 24 de octubre del 2015   | Estadio Fiscal de Talca, Talca, Chile            | México    | 2-1               | Alemania            |       | Mundial Sub-17 2015            | 90'   |
| 16. | 28 de octubre del 2015   | Estadio Nelson Oyarzún, Chillán, Chile           | México    | 4-1               | Chile               |       | Mundial Sub-17 2015            | 90'   |
| 17. | 2 de septiembre del 2015 | Francisco Sánchez Rumoroso, Coquimbo, Chile      | México    | 4-1               | Ecuador             |       | Mundial Sub-17 2015            | 90'   |
| 18. | 5 de septiembre del 2015 | Ester Roa Rebolledo, Concepción, Chile           | México    | 2-4               | Nigeria             |       | Mundial Sub-17 2015            | 90'   |
| 19. | 8 de septiembre del 2015 | Estadio Sausalito, Viña del Mar, Chile           | México    | 2-3               | Bélgica             |       | Mundial Sub-17 2015            | 90'   |

### Sub-20

#### Campeonato Sub-20
El 9 de febrero del 2017; Esquivel fue incluido en la lista final de los 20 futbolistas que disputaran el Campeonato Sub-20 2017 con sede en Costa Rica.
Debutó el 23 de febrero del 2017 en el Campeonato sub-20 2017, jugando los 90' en la victoria 1-0 ante Honduras.

#### Copa Mundial Sub-20
El 3 de junio del 2017; Esquivel fue incluido en la lista definitiva de los 21 jugadores qué jugaron el Mundial Sub-20 2017, con sede en Corea del Sur.
Debutó el 1 de junio del 2017 en el Mundial Sub-20 2017 jugando los 90' minutos en la victoria 1-0 ante Senegal.
| Selección | País   | PJ | G | Año         |
| --------- | ------ | -- | - | ----------- |
| Sub-20    | México | 3  | 0 | 2017 - 2018 |

#### Partidos internacionalesSub-20
| #  | Fecha                  | Estadio                             | Selección | Rtdo. | Oponente   | Competición            | Sust. |
| -- | ---------------------- | ----------------------------------- | --------- | ----- | ---------- | ---------------------- | ----- |
| 1. | 23 de febrero del 2017 | Ricardo Saprissa, Tibás, Costa Rica | México    | 1-0   | Honduras   | Campeonato Sub-20 2017 | 90'   |
| 2. | 1 de junio del 2017    | Incheon, Incheon, Corea del Sur     | México    | 1-0   | Senegal    | Mundial Sub-20 2017    | 90'   |
| 3. | 5 de junio del 2017    | Cheonan, Cheonan, Corea del Sur     | México    | 0-1   | Inglaterra | Mundial Sub-20 2017    | 76'   |

### Sub-21
El 20 de marzo de 2018; José Joaquín Esquivel fue convocado a la Sub-21 para disputar una concentración en el Centro de Alto Rendimiento y después un partido de preparación amistoso ante Lobos BUAP.
El 23 de marzo de 2018; José Joaquín Esquivel debutó con un gol al minuto 47', jugando los 90' minutos en la derrota 6-1 ante Lobos BUAP.
Esperanzas de Toulon
El 16 de abril de 2018; José Joaquín Esquivel fue convocado a la Sub-21 para disputar una concentración de preparación rumbo a Esperanzas de Toulon.
El 22 de mayo de 2018; Esquivel fue incluido en la lista definitiva de los 20 jugadores qué jugarían el Torneo Esperanzas de Toulon 2018, con sede en Francia.

#### Partidos internacionalesSub-21
| #  | Fecha              | Estadio                                       | Selección | Rtdo. | Oponente   | Goles | Competición                         | Sust.                |
| -- | ------------------ | --------------------------------------------- | --------- | ----- | ---------- | ----- | ----------------------------------- | -------------------- |
| 1. | 22 de mayo de 2018 | Estadio Olímpico de la BUAP, Puebla, México   | México    | 1-6   | Lobos BUAP | 47'   | Amistoso                            | 90'                  |
| 2. | 6 de junio de 2018 | Stade de Lattre de Tassigny, Aubagne, Francia | México    | 3-1   | Turquía    |       | Torneo Esperanzas de Toulon de 2018 | 42' por César Montes |

### Participaciones en selección nacional
| #                                   | Competición                               | Categoría                           | Sede                                | Resultado                           | Partidos | Goles |
| ----------------------------------- | ----------------------------------------- | ----------------------------------- | ----------------------------------- | ----------------------------------- | -------- | ----- |
| 3                                   | Copa Chivas Internacional 2015            | Sub-17                              | México                              | Cuarto Lugar                        | 6        | 1     |
| 3                                   | Campeonato Sub-17 2015                    | Sub-17                              | Honduras                            | Campeón                             | 6        | 0     |
| 3                                   | Copa Mundial Sub-17 2015                  | Sub-17                              | Chile                               | Cuarto Lugar                        | 7        | 0     |
| 4                                   | Campeonato Sub-20 2017                    | Sub-20                              | Costa Rica                          | Tercer Lugar                        | 1        | 0     |
| 14                                  | Copa Mundial Sub-20 2017                  | Sub-20                              | Corea del Sur                       | Cuartos de final                    | 2        | 0     |
| 15                                  | Esperanzas de Toulon 2018                 | Sub-21                              | Francia                             | Subcampeón                          | 2        | 0     |
| 3                                   | Juegos Centroamericanos y del Caribe 2018 | Sub-21                              | Barranquilla                        | Primera fase                        | 1        | 0     |
| 16                                  | Esperanzas de Toulon 2019                 | Sub-22                              | Francia                             | Tercer lugar                        | 5        | 0     |
| 16                                  | Juegos Panamericanos 2019                 | Sub-22                              | Lima                                | Tercer lugar                        | 5        | 0     |
| 16                                  | Preolímpico Concacaf 2020                 | Sub-23                              | Guadalajara                         | Campeón                             | 5        | 0     |
| 16                                  | Juegos Olímpicos 2020                     | Sub-23                              | Japón                               | Medalla de Bronce                   | 6        | 0     |
| Total parcial en selección nacional | Total parcial en selección nacional       | Total parcial en selección nacional | Total parcial en selección nacional | Total parcial en selección nacional | 46       | 1     |

Resumen según posiciones obtenidas:
| Posiciones | Detalle                                                                                                |
| ---------- | --- |
| 1.º Lugar  | Campeonato Sub-17 de 2015 Preolímpico de Concacaf de 2020                                              |
| 2.º Lugar  | Esperanzas de Toulon 2018                                                                              |
| 3.º Lugar  | Campeonato Sub-20 de 2017 Esperanzas de Toulon 2019 Juegos Panamericanos de 2019 Juegos Olímpicos 2020 |
| 4.º Lugar  | Mundial Sub-17 de 2015 Copa Chivas Internacional 2015                                                  |
| 9.º Lugar  | Mundial Sub-20 de 2017                                                                                 |

## Clubes

### Estadísticas
| Club | Div           | Temporada     | Liga nacionales(1) | Liga nacionales(1) | Liga nacionales(1) | Copas nacionales(2) | Copas nacionales(2) | Copas nacionales(2) | Torneos internacionales(3) | Torneos internacionales(3) | Torneos internacionales(3) | Total | Total | Total  | Media goleadora |
| Club | Div           | Temporada     | Part.              | Goles              | Asist.             | Part.               | Goles               | Asist.              | Part.                      | Goles                      | Asist.                     | Part. | Goles | Asist. | Media goleadora |
| --- | ------------- | ------------- | ------------------ | ------------------ | ------------------ | ------------------- | ------------------- | ------------------- | -------------------------- | -------------------------- | -------------------------- | ----- | ----- | ------ | --------------- |
| C.F. Pachuca México                                                                                                   |               |               |                    |                    |                    |                     |                     |                     |                            |                            |                            |       |       |        |                 |
| 1.ª | A-2016        | 1             | 0                  | 0                  | 0                  | 0                   | 0                   | 2                   | 2                          | 0                          | 3                          | 2     | 0     | 0,66   |                 |
| 1.ª | C-2017        | 1             | 0                  | 0                  | 0                  | 0                   | 0                   | 0                   | 0                          | 0                          | 1                          | 0     | 0     | 0,0    |                 |
| 1.ª | A-2017        | 0             | 0                  | 0                  | 3                  | 0                   | 0                   | 0                   | 0                          | 0                          | 3                          | 0     | 0     | 0,0    |                 |
| 1.ª | C-2018        | 0             | 0                  | 0                  | 5                  | 0                   | 0                   | 0                   | 0                          | 0                          | 5                          | 0     | 0     | 0,0    |                 |
| Total club | Total club    | 2             | 0                  | 0                  | 8                  | 0                   | 0                   | 2                   | 2                          | 0                          | 12                         | 2     | 0     | 0,25   |                 |
| Lobos BUAP México |               |               |                    |                    |                    |                     |                     |                     |                            |                            |                            |       |       |        |                 |
| 1.ª | A-2018        | 15            | 0                  | 0                  | 0                  | 0                   | 0                   | 0                   | 0                          | 0                          | 15                         | 0     | 0     | 0,00   |                 |
| 1.ª | C-2019        | 17            | 0                  | 0                  | 0                  | 0                   | 0                   | 0                   | 0                          | 0                          | 17                         | 0     | 0     | 0,0    |                 |
| Total club | Total club    | 32            | 0                  | 0                  | 0                  | 0                   | 0                   | 0                   | 0                          | 0                          | 32                         | 0     | 0     | 0,00   |                 |
| F. C. Juárez México                                                                                                   |               |               |                    |                    |                    |                     |                     |                     |                            |                            |                            |       |       |        |                 |
| 1.ª | A-2019        | 14            | 1                  | 0                  | 0                  | 0                   | 0                   | 0                   | 0                          | 0                          | 14                         | 1     | 0     | 0,07   |                 |
| 1.ª | C-2020        | 9             | 0                  | 0                  | 0                  | 0                   | 0                   | 0                   | 0                          | 0                          | 9                          | 0     | 0     | 0,0    |                 |
| Total club | Total club    | 23            | 1                  | 0                  | 0                  | 0                   | 0                   | 0                   | 0                          | 0                          | 23                         | 1     | 0     | 0,04   |                 |
| Total carrera | Total carrera | Total carrera | 57                 | 1                  | 0                  | 8                   | 0                   | 0                   | 2                          | 2                          | 0                          | 67    | 3     | 0      | 0,05            |
| (1)Incluye datos de la Liga MX (2)Incluye datos de la Copa MX (3)Incluye datos de la Liga de Campeones de la Concacaf |               |               |                    |                    |                    |                     |                     |                     |                            |                            |                            |       |       |        |                 |

### Resumen estadístico
| Competición           | Partidos | Goles | Media goleadora |
| --------------------- | -------- | ----- | --------------- |
| Primera división      | 47       | 1     | 0,02            |
| Copas nacionales      | 8        | 0     | 0,0             |
| Copas internacionales | 2        | 2     | 1               |
| Sub-21                | 1        | 1     | 1               |
| Total                 | 58       | 4     | 0,06            |

### Dobletes
Partidos en los que anotó dos goles:
 Actualizado de acuerdo al último partido jugado el 13 de septiembre de 2016.
| Dobletes | Dobletes                 | Dobletes                 | Dobletes | Dobletes  | Dobletes                         | Dobletes |
| N.º      | Fecha                    | Partido                  | Goles    | Resultado | Competición                      | Ref      |
| -------- | ------------------------ | ------------------------ | -------- | --------- | -------------------------------- | -------- |
| 1.       | 13 de septiembre de 2016 | Pachuca vs Police United | 72' 85'  | 11 - 0    | Liga de Campeones de la Concacaf | [ 29 ]   |

## Palmarés

### Campeonatos internacionales
| Título                           | Club                | Sede     | Año  |
| -------------------------------- | ------------------- | -------- | ---- |
| Juegos Olímpicos                 | Selección de México | Tokio    | 2021 |
| Liga de Campeones de la Concacaf | C.F. Pachuca        | Concacaf | 2017 |